# Nuno Frechaut
Nuno Miguel Frechaut Barreto, conhecido como Nuno Frechaut ou apenas Frechaut (Setúbal, 24 de Setembro de 1977), é um ex-futebolista português que jogava habitualmente a defesa.
Tem 36 anos e é 17 vezes Internacional pela Selecção A de Portugal. Era um jogador polivalente e autoritário, e com excelente leitura de jogo. Fazia diversas posições no terreno de jogo.
No início da época 2009/2010 foi anunciado o seu empréstimo ao Metz, da França.
Em 2012, Nuno Frechaut assinou contrato com o Boavista. Terminou a sua carreira no Verão de 2014.
Atualmente é coordenador técnico das equipas de formação da SAD, ou seja, os sub-18 e sub-19. 